# يو هيو تونغ
يو هيو تونغ (بالصينية: 余曉東) مواليد 5 فبراير 1984 في هونغ كونغ، هو لاعب كرة مضرب هونغ كونغي بدأ مسيرته كمحترف سنة 2002 كان يلعب باليد اليسرى. أعلى تصنيف له في الفردي كان المركز الـ 910 في سنة 2004.

## روابط خارجية
- يو هيو تونغ على موقع رابطة محترفي التنس (الإنجليزية)
- يو هيو تونغ على موقع الاتحاد الدولي لكرة المضرب (الإنجليزية)
- يو هيو تونغ على موقع كأس ديفيز (الإنجليزية)
- يو هيو تونغ على موقع خلاصة التنس.كوم (الإنجليزية)